# わたしの姑ばなれ
『わたしの姑ばなれ』（わたしのしゅうとめばなれ）は、豊原ミツ子の小説作品、及びドラマ化作品である。

## 概要
1983年に海竜社から出版。仕事を持つキャリアウーマンである嫁と姑との闘いの軌跡を描いた物語。

## TVドラマ
1984年7月2日～9月28日に東海テレビの昼ドラマ枠にて放送された。

### キャスト
- 佳那晃子
- 馬渕晴子
- 中島久之
- 犬塚弘
- 楠トシエ
- 下元勉
- 田島令子
- 磯村みどり
- 平泉成

### スタッフ
- 演出:平松敏男、小野俊和
- 脚本:稲垣明子、岡本克己
- 制作:東海テレビ、東宝株式会社